# 2002 GK32
2002 GK32 est un objet transneptunien de la famille des cubewanos. 

## Caractéristiques
2002 GK32 mesure environ 231 km de diamètre. Son arc d'observation est encore très faible.